# 三原康可
三原 康可（みはら やすのり、1959年9月20日 - ）は、日本の俳優、ミュージシャン・歌手・ギタリスト・音楽プロデューサー。身長187cm。血液型O型。東京都出身。

## 来歴・人物
- 1980年、ロックバンド「シルバースターズ」のギタリストとしてデビュー。アルバム『SEE』『レイプノイズ』（トリオレコード）を発表。
- 1981年、内田裕也の「トルーマン・カポーティーロックンロールバンド」にギタリストとして参加。その他、音楽のセッション多数開始する。
- 1990年、ロックバンド「パリ・テキサス」を結成、作詞・作曲を手がける。テイチクレコードBAIDISレーベルよりアルバム『パズリングデイ』『チェーンリアクション』を発表。
- 1991年、『ハイディの青春』（パルコ劇場、青井陽治演出）に俳優として出演。以後、映像・舞台・CF・モデルと活動域を拡げてゆく。
- 2010年1月27日、歌手としてソロCDフルアルバム『ヤコブの梯子』をリリース。
- 2015年より、武田チャッピー治（Vo.Dr）と2人組ロックユニット「2音（におん）」を結成し、ヴォーカルとギターを担当。精力的にライブ活動。
- 2017年、俳優としてエビス大黒舎と業務提携した。
- 2018年、バンド名を2音からnionへと改名。1stアルバム"union"をSignal Fire Recordsから発表した。
- 2022年、1月20日 約30年ぶりにモデルとしてYohji Yamamoto POUR HOMME 2022-2023 Autumn Winter Collection に参加した。

## 主な出演

### 映画
- 魚からダイオキシン!!（1992年2月22日、宇崎竜童監督）
- エロティックな関係（1992年10月17日、若松孝二監督）[1]
- MONDAY（2000年4月29日、SABU監督）
- ピストルオペラ（2001年10月27日、鈴木清順監督） - 殺し屋No.6役[2][3][4]
- 時の香り リメンバー・ミー（2001年11月24日、山川直人監督） - 百合の父役[5][6][7][8]
- フィラメント（2002年3月23日、辻仁成監督） - 百瀬エージェンシー若頭役[9][10][11]
- 刑務所の中（2002年12月7日、崔洋一監督） - 看守稲川役[12][13][14][15]
- ROCKERS（2003年9月27日、陣内孝則監督）[16][17][18]
- バックダンサーズ!（2006年9月9日、永山耕三監督）
- スマイル 聖夜の奇跡（2007年12月15日、陣内孝則監督）
- TOKYO!〜レオス・カラックス篇『メルド』（日仏韓独合作・2008年8月16日、レオス・カラックス監督） - 政府高官2役
- 鈍獣（2009年5月16日、細野ひで晃監督）
- ノラ（2010年、大庭功睦監督）[19]
- ウタヒメ 彼女たちのスモーク・オン・ザ・ウォーター（2012年2月11日、星田良子監督）
- 幸福のアリバイ〜picture〜（2016年、陣内孝則監督）
- 極道の紋章レジェンド第二章（2021年4月、片岡修二監督）-ヒットマン鮫島 役

### テレビドラマ
- エデンの街（1990年4月30日、NHK）
- サスペンス・魔「鏡の中の顔」（1993年8月2日、関西テレビ） - 目黒正彦 役
- はみだし刑事情熱系　第19話（1997年3月5日、テレビ朝日）
- 世にも奇妙な物語（2000年3月27日、フジテレビ）
- リミット もしも、わが子が…　第五章（2000年7月31日、日本テレビ）
- 土曜ワイド劇場『混浴露天風呂連続殺人』第20作（2000年12月16日、テレビ朝日）
- es 危険な扉 -愛を手錠で繋ぐ時-（2001年、テレビ朝日）
- 月曜ミステリー劇場『外科医零子』第1作（2001年10月22日、TBS）
- 傷だらけのラブソング　第5話（2001年11月6日、フジテレビ）
- スタアの恋　第5話（2001年11月8日、フジテレビ）
- 新・天までとどけ3（2002年、TBS）
- 私立探偵 濱マイク　第11話（2002年9月9日、日本テレビ）
- 京都地検の女　第5話（2003年8月21日、テレビ朝日）
- キャバクラかよっ!!　禁断の楽園（2003年10月1日、フジテレビ）
- 東京湾景〜Destiny of Love〜　第6話（2004年8月9日、フジテレビ）
- ココリコミラクルタイプドラマスペシャル『こんな女は嫌われるSP・プライドの高い女』（2005年1月5日、フジテレビ）
- サプリ　Episode.02（2006年7月17日、フジテレビ）
- マイ☆ボス マイ☆ヒーロー　第6話・第8-10話（2006年8月12日・9月2日-9月16日、日本テレビ）
- 火星から来た蜘蛛の群れとグラマラスエンジェル（2007年9月29日、フジテレビ）
- ホカベン　第4話（2008年5月7日、日本テレビ）
- TOKYO本音モデルズ（2009年10月19日、フジテレビ）

### 舞台
- モロトフカクテル（1988年10月27日-11月3日・スパイラルホール、演出：蜷川幸雄）
- ハイディの青春（1991年9月1日-9月16日・パルコ劇場、演出：青井陽治）[20]
- ハムレット（1995年10月・銀座セゾン劇場、演出：蜷川幸雄）
- かわいい女（1997年・名鉄ホール、演出：釜紹人）
- Buddy〜バディ・ホリー ストーリー〜（1997年10月16日-11月2日・東京芸術劇場、演出：ポール・ミルズ）
- イーストウィックの魔女たち（2003年12月2日-12月29日・帝国劇場、演出：山田和也）[21]

### DVD作品
- 「月刊」シリーズ　月刊 花井美里『逢う魔が刻』（2005年、中原俊監督）

### CM
- JT　ルーツ『三原課長』篇、『三原さんのほっぺに米粒』篇
- 味の素ゼネラルフーヅ　ブレンディー
- TOKAI.com
- 三洋電機　サンヨー家族会議
- マクドナルド
- NTTドコモ　docomoビジョン
- パルコ　メンズフェスタ
- NTTドコモ 『アンサーハウス登場』篇、『PRIM登場』篇

## CDプロデュース
- パリ・テキサス
- ベリベリアイロン
- 映画『ROCKERS』サウンドトラックCD（スーパーバイザー）
- 蜷川みほ『ninamiho』
- 三原康可『ヤコブの梯子』
- nion  『union』

## 映画音楽プロデュース
- ROCKERS

## その他の出演
- ヨウジ・ヤマモト　 パリ・コレクション
- ヨウジ・ヤマモト　 東京コレクション